# Малиновский (Курская область)
Малиновский — посёлок в Хомутовском районе Курской области. Входит в состав Сковородневского сельсовета.

## География
Посёлок находится на реке Жиховка (приток Свапы), в 34 км от российско-украинской границы, в 89 км к западу от Курска, в 25,5 км к юго-востоку от районного центра — посёлка городского типа Хомутовка, в 2,5 км от центра сельсовета — села Сковороднево.
Климат
Малиновский, как и весь район, расположен в поясе умеренно континентального климата с тёплым летом и относительно тёплой зимой (Dfb в классификации Кёппена).
Часовой пояс
Посёлок Малиновский, как и вся Курская область, находится в часовой зоне МСК (московское время). Смещение применяемого времени относительно UTC составляет +3:00.

## Население
| 2002 | 2010 | 2015 |
| ---- | ---- | ---- |
| 5    | ↘0   | →0   |

## Инфраструктура
Личное подсобное хозяйство.

## Транспорт
Малиновский находится в 24 км от автодороги федерального значения А142 (Тросна — Калиновка), в 19,5 км от автодороги регионального значения 38К-040 (Хомутовка — Рыльск — Глушково — Тёткино — граница с Украиной), в 6 км от автодороги 38К-003 (Дмитриев — Берёза — Меньшиково — Хомутовка), в 3,5 км от автодороги межмуниципального значения 38Н-024 (Богомолов — Капыстичи — граница Рыльского района), в 3 км от автодороги 38Н-023 (38Н-024 — Сковороднево), в 4,5 км от автодороги 38Н-708 (38К-40 — Поды — Петровское), в 23,5 км от ближайшего ж/д остановочного пункта 536 км (линия Навля — Льгов I).
В 180 км от аэропорта имени В. Г. Шухова (недалеко от Белгорода).